# Уолш, Билли
Билли Уолш (англ. Billy Walsh; родился 7 октября 1975 года в Чэтман Тауншип, Нью-Джерси) — американский футболист, полузащитник. Известен по выступлениям за «МетроСтарз» и сборную США. Участник Олимпийских игр 1996 в Атланте.

## Клубная карьера
Уолш начал свою карьеру, выступая за футбольную команду Виргинского университета на протяжении двух лет. 
В 1998 году Билли был выбран на драфте клубом «МетроСтарз». В том же году он дебютировал в MLS. В 1999 году Уолш был признан лучшим футболистом команды по итогам сезона. В 2002 году он покинул Нью-Йорк и присоединился к «Чикаго Файр». По окончании сезона Билли завершил карьеру футболиста. После ухода из футбола, Уолш тренировал футбольную команду колледжа в котором учился. 

## Международная карьера
В 1996 году Уолш в составе олимпийской сборной США принял участие в Олимпийских играх в Атланте. На турнире он был запасным футболистом и на поле не вышел. 8 сентября 1999 года в товарищеском матче против сборной Ямайки Билли дебютировал за сборную США.